# Синдром фасеточных суставов
Фасеточный синдром — синдром, при котором дугоотростчатые суставы (позвонков от C2 до S1) вызывают боли в спине. 55% случаев фасеточного синдрома происходят с позвонками в шейном отделе позвоночника и 31% в поясничном отделе. Фасеточный синдром может развиться до спинного остеоартрита, который известен как спондилёз. Патология сегмента C1-C2, самого подвижного из всего позвоночника, составляет 4% от общего числа случаев спондилёза. Среди лиц пожилого возраста заболеваемость фасет-синдромом достигает 85–90%. 
Морфологической основой фасет-синдрома является деформирующий спондилоартроз.
По мнению большинства авторов, термины «спондилоартроз» и «фасеточный синдром» – синонимы. Однако некоторые исследователи утверждают, что термин «спондилоартроз» имеет более общее значение, т. к. дегенеративный процесс, как правило, захватывает фасетки, капсулу межпозвонковых суставов, желтую связку и другие параартикулярные ткани. Термин «фасеточный синдром» подразумевает более конкретную клиническую симптоматику от определенного сустава.

## Место в Международной классификации болезней
Фасеточный синдром не имеет собственного кода по ICD-10, но может быть обозначен в рамках кода M47.82, M53.8 — прочие определённые дорсопатии.

## Симптомы
Заболевание наиболее распространено в поясничном отделе позвоночника, так как на него приходится основная нагрузка вышележащего тела и в той части позвоночника высокая подвижность, что приводит к более быстрому началу износа суставов. Типичным симптомом является боль в затронутых синдромом суставах и немного ниже них, иррадиирующая в направлении ног. Как правило, боль усугубляется стрессом фасеточных суставов и отражается в их полую заднюю стенку (ретрофлексия) или в боковой сгиб, а также при длительном стоянии на месте или при ходьбе.

## Лечение
В общем случае первоначально назначаются противовоспалительные препараты. Их приём, как правило, сопровождается физиотерапией для развития мышц спины и живота. Таким образом, позвоночник может быть стабилизирован и нагрузка на него уменьшена. Если подобные консервативные меры не приводят к улучшению, могут быть применены минимальные инвазивные процедуры, такие как фасеточная инфильтрация. При этой процедуре непосредственно в сустав вводится местный анестетик, обычно в сочетании с препаратом кортизона (кортикостероидами).